# Ahmed I.
Ahmed I. (18. travnja 1590. – 22. studenog 1617. ), osmanski sultan
Ahmed I. postaje turski sultan nakon smrti oca Mehmeda III., 22. prosinca 1603. godine. 
On je bio prvi sultan koji ne poštuje Osmansko pravilo i odbija pogubiti braću što mu se kasnije osvećuje. Također stupajući na vlast u 13. godini života Ahmed I. postaje prvi maloljetni sultan.

Rat naslijeđen od oca protiv Austrije i Perzije koji se prije kretao u povoljnom smjeru sada završava porazom potvrđenim mirovnim sporazumom 1606. godine. Ostatak njegove kratke vladavine prolazi u neodgovornom ponašanju koje dovodi pojavljivanje očitih državnih unutrašnjih slabosti.
Nakon smrti njegov prije pomilovani brat Mustafa I. postaje sultan uzurpirajući pravo Ahmedovih sinova Osmana II., Murada IV. i Ibrahima I.
| Prethodnik: | Vladar Osmanskog Carstva (1603. – 1617.) | Nasljednik: |
| Mehmed III. | Vladar Osmanskog Carstva (1603. – 1617.) | Mustafa I.  |